# Neferquerés IV
Neferquerés IV ou Nefercaré IV (em egípcio: nfr k3 rˁ), de nome Neferquerés ou Nefercaré Quendu (em egípcio: nfr k3 rˁ ḫndw), foi um faraó da VII ou VIII dinastia durante o início do Primeiro Período Intermediário (2181–2055 a.C.). Segundo os egiptólogos Kim Ryholt, Jürgen von Beckerath e Darrell Baker, foi o sexto rei da VIII dinastia. O nome de Neferquerés está atestado na Lista Real de Abido (número 45), uma lista de reis que data do Período Raméssida, e está ausente do Cânone de Turim porque uma grande lacuna neste documento afeta a maioria dos reis da VII / VIII dinastia.
Nada é firmemente atribuível a Neferquerés além da lista de Abido, embora um selo cilíndrico com o cartucho Ḫndy, "Quendi", tenha sido temporariamente atribuído a ele pelo egiptólogo Henri Frankfort em 1926. Os autores modernos mostraram, no entanto, que o cartucho no selo provavelmente é melhor lido como "Camudi", nome do último rei dos hicsos, e, além disso, este cartucho foi inserido no selo como um preenchimento de espaço em vez de uma referência explícita a este rei. O selo está agora no Museu Petrie, número de catálogo UC 11616.